# 第21屆香港電影金像獎
第21屆香港電影金像獎（英語：21st Hong Kong Film Awards）由香港电影金像奖协会主办，香港电台协办，於2002年4月21日晚上八点於香港文化中心頒發，一共頒發了20個獎項。頒獎典禮以“凝聚亚洲新力量”为主题，司儀為曾志偉、葉童、張達明和彭晴。
由本屆開始，大會增設「最佳視覺效果」和「最佳亞洲電影」兩項新獎項。此外，倪秉郎由本屆頒獎典禮開始擔任宣讀提名名單報幕員。

## 记者会
大会于2002年2月26日举行记者会，由惠英红即场揭晓获提名的电影及演员。

## 表演环节
- 开场由华裔钢琴神童朱天麟进行钢琴表演，弹奏《不了情》《完全因你》《最爱是谁》《似是故人来》《月光爱人》《追》《沧海一声笑》《谁可相依》等电影金曲。
- 郑秀文演绎“最佳原创电影歌曲”候选《终身美丽》。
- 刘德华演绎“最佳原创电影歌曲”候选《踢出个未来》。
- 汪峰演绎“最佳原创电影歌曲”候选《回忆之前、忘记之后》。
- 杨丽萍表演舞蹈《雀之灵》。
- 张达明、樊少皇表演以功夫电影为主题的“栋笃武”（背后题字为萧若元、张彻）。

## 獎項統計
注：以下不含「最佳亞洲電影」之部分
| 數目 | 電影名稱 |
| 獲獎 | |
| 7    | 少林足球 |
| 3    | 男人四十 |
| 2    | 特務迷城、遊園驚夢 |
| 1    | 地久天長、幽靈人間、麥兜故事、瘦身男女                                                                                               |
| 提名 | |
| 14   | 少林足球 |
| 11   | 藍宇 |
| 8    | 男人四十 |
| 6    | 蜀山傳 |
| 5    | 北京樂與路、瘦身男女 |
| 4    | 幽靈人間、遊園驚夢、特務迷城 |
| 3    | 初戀嗱喳麵、鍾無艷、拳神 |
| 2    | 地久天長、慌心假期、玻璃，少女。、麥兜故事                                                                                           |
| 1    | 買凶拍人、同居密友、野獸之瞳、等候董建華發落、愛君如夢、玉女添丁、常在我心、全職殺手、我的野蠻同學、芭啦芭啦櫻之花、2002、女人那話兒 |

### 金像獎電影
| 電影     | 獎項                                                                                     |
| -------- | ---------------------------------------------------------------------------------------- |
| 少林足球 | 最佳電影、最佳導演、最佳傑出青年導演、最佳男主角、最佳男配角、最佳音響效果、最佳視覺效果 |
| 男人四十 | 最佳編劇、最佳女配角、最佳新演員                                                         |
| 地久天長 | 最佳女主角                                                                               |
| 幽靈人間 | 最佳攝影                                                                                 |
| 特務迷城 | 最佳剪接、最佳動作設計                                                                   |
| 遊園驚夢 | 最佳美術指導、最佳服裝造型設計                                                           |
| 麥兜故事 | 最佳原創電影音樂                                                                         |
| 瘦身男女 | 最佳原創電影歌曲                                                                         |

## 媒體播放
- 现场直播：香港無線電視翡翠台、香港電台第二台

## 香港收视率
本届金像奖录得平均收视为25点（约165万观众）。

## 记事
- 郑秀文同时凭借三部电影竞逐“最佳女主角”，并以《终身美丽》提名“最佳原创电影歌曲”，是金像奖历史上同一届获最多提名的女演员。此紀錄其後被王菀之於第34屆香港電影金像獎打破。

## 外部連結
- 第二十一屆香港電影金像獎得獎名單新版 （页面存档备份，存于）
- 第二十一屆香港電影金像獎得獎名單舊版 （页面存档备份，存于）